# حاجی‌لار (گول‌باشی)
حاجی‌لار (به ترکی استانبولی: Hacılar) یک منطقهٔ مسکونی در ترکیه است که در گل‌باشی واقع شده‌است.